# هیتوشی ۱۱۳۱۷
سیارک ۱۱۳۱۷ (به انگلیسی: 11317 Hitoshi، نامگذاری:1994TX12) یازده هزار و سیصد و هفدهمین سیارک کشف شده‌است که در ۱۰ اکتبر ۱۹۹۴ کشف شد.
قدر مطلق سیارک برابر ۲۵.۷ است.